# Eeko Banning
Eeke Arnold Banning (Edam, 3 mei 1880 – Den Haag, 20 juli 1968) was een Nederlands amateurschaatser. Hij was de broer van de bekende schaatsenrijder Jan Titus Banning.
Eeko Banning werd in 1901 te Leeuwarden de eerste officiële Nederlands kampioen allround. Dat Eeko Banning in 1901 te Leeuwarden kampioen werd was volgens de familieoverlevering een totale verrassing. Vermoedelijk wilde hij niet onder doen voor zijn oudere broer Jan. Tegen de wens van zijn ouders in (hij werd geacht te werken in het familiebedrijf, een graanhandel met een molen te Edam) en zonder dat zij het wisten had hij zich ingeschreven voor de wedstrijd. Dat het thuiskwam als kampioen verzachtte een en ander, gaat het verhaal.
In 1903 werd Eeke Banning nog eens 4e bij de tweede editie van de Nederlandse kampioenschappen allround en in januari 1904 Provinciaal kampioen van Groningen.
Eeko Banning bracht een groot deel van zijn leven door als theeplanter op Java. Terug in Nederland, trok hij over de tachtig jaar oud nog baantjes op de schaats.

## Resultaten
| jaar | NK Allround           |
| ---- | --------------------- |
| 1901 | * · (, )              |
| 1903 | NC4** · (, 5e, 4e, -) |

 *= 500m, 1500m & 5000m
 **= 500m, 5000m, 1500m & 10000m

## Medaillespiegel
| Kampioenschap          | Goud | Zilver | Brons |
| ---------------------- | ---- | ------ | ----- |
| NK Allround Klassement | 1    | 0      | 0     |
| NK Allround Afstanden  | 3    | 0      | 1     |